# Роминешть (Ботошань)
Роминешть, Роминешті (рум. Românești) — село у повіті Ботошані в Румунії. Адміністративний центр комуни Роминешть.
Село розташоване на відстані 376 км на північ від Бухареста, 42 км на схід від Ботошань, 69 км на північний захід від Ясс.

## Населення
За даними перепису населення 2002 року у селі проживали 1546 осіб, з них 1544 особи (99,9%) румунів. Рідною мовою 1545 осіб (99,9%) назвали румунську.